# Шемякин, Алексей Николаевич
Алексей Николаевич Шемякин (ок. 1817 — 1887) — русский педагог и переводчик.

## Биография
Происходил из дворян Ярославской губернии. В 1836 году окончил Демидовский юридический лицей. Через два года после окончании курса он поступил учителем истории и географии в Романово-Борисоглебское уездное училище. 
В 1844 году, как один из лучших учителей, был командирован в Москву для изучения новейших методов преподавания и в следующем году стал младшим учителем русского языка и надзирателем благородного пансиона Ярославской гимназии. В 1850 году были закрыты 3 младших класса гимназии и он остался за штатом; в 1851 году был переведён учителем русского языка и географии во Владимирскую гимназию; с 1858 года — старший учитель истории, не оставляя преподавания прежних предметов. С 1866 года, кроме того, он занял должность инспектора и преподавателя истории на Педагогических курсах, открытых при Владимирском уездном училище. В декабре 1869 года ушёл из гимназии в отставку, а после закрытия в 1872 году Педагогических курсов окончательно прекратил педагогическую деятельность и занимался историческими исследованиями.
В одну из своих поездок в Москву (около 1860 года), он познакомился там с О. М. Бодянским, который привлёк его к сотрудничеству в Обществе истории и древностей российских, действительным членом которого он был избран в 1868 году.
Умер в октябре 1887 года в чине статского советника. Был похоронен на Князь-Владимирском кладбище.